# Guadalupe Villanueva
Guadalupe Villanueva är en ort i Mexiko.   Den ligger i kommunen Chalcatongo de Hidalgo och delstaten Oaxaca, i den sydöstra delen av landet, 300 km sydost om huvudstaden Mexico City. Guadalupe Villanueva ligger 1 520 meter över havet och antalet invånare är 116.
Terrängen runt Guadalupe Villanueva är kuperad åt nordväst, men åt sydost är den bergig. Runt Guadalupe Villanueva är det glesbefolkat, med 14 invånare per kvadratkilometer. Närmaste större samhälle är Villa Chalcatongo de Hidalgo, 13,3 km nordväst om Guadalupe Villanueva. I omgivningarna runt Guadalupe Villanueva växer huvudsakligen savannskog.